# Durham (Oregon)
Durham és una població dels Estats Units a l'estat d'Oregon. Segons el cens del 2007 tenia 1.395 habitants.

## Demografia
Segons el cens del 2000, Durham tenia 1.382 habitants, 528 habitatges, i 391 famílies. La densitat de població era de 1.212,7 habitants per km².
Dels 528 habitatges en un 43,2% hi vivien nens de menys de 18 anys, en un 56,8% hi vivien parelles casades, en un 14,4% dones solteres, i en un 25,8% no eren unitats familiars. En el 18,9% dels habitatges hi vivien persones soles el 3,2% de les quals corresponia a persones de 65 anys o més que vivien soles. El nombre mitjà de persones vivint en cada habitatge era de 2,62 i el nombre mitjà de persones que vivien en cada família era de 3,01.
Per edats la població es repartia de la següent manera: un 30,9% tenia menys de 18 anys, un 6,5% entre 18 i 24, un 29,6% entre 25 i 44, un 27,1% de 45 a 60 i un 5,9% 65 anys o més.
L'edat mediana era de 34 anys. Per cada 100 dones de 18 o més anys hi havia 87,3 homes.
La renda mediana per habitatge era de 51.806$ i la renda mediana per família de 64.531$. Els homes tenien una renda mediana de 59.712$ mentre que les dones 33.750$. La renda per capita de la població era de 29.099$. Aproximadament el 10,2% de les famílies i el 10,8% de la població estaven per davall del llindar de pobresa.

## Poblacions més properes
El següent diagrama mostra les poblacions més properes.